# Перкінс (Оклахома)
Перкінс (англ. Perkins) — місто (англ. city) в США, в окрузі Пейн штату Оклахома. Населення — 3205 осіб (2020).

## Географія
Перкінс розташований за координатами 35°58′41″ пн. ш. 97°1′48″ зх. д. / 35.97806° пн. ш. 97.03000° зх. д. (35.978052, -97.029927).  За даними Бюро перепису населення США в 2010 році місто мало площу 7,86 км², уся площа — суходіл.

## Демографія
Згідно з переписом 2010 року, у місті мешкала 2831 особа в 1174 домогосподарствах у складі 773 родин. Густота населення становила 360 осіб/км².  Було 1274 помешкання (162/км²).
Расовий склад населення:
| - 84,8 % — білих - 7,5 % — корінних американців - 1,8 % — чорних або афроамериканців - 0,1 % — азіатів |

До двох чи більше рас належало 5,4 %. Частка іспаномовних становила 2,0 % від усіх жителів.
За віковим діапазоном населення розподілялося таким чином: 27,6 % — особи молодші 18 років, 59,3 % — особи у віці 18—64 років, 13,1 % — особи у віці 65 років та старші. Медіана віку мешканця становила 34,1 року. На 100 осіб жіночої статі у місті припадало 88,1 чоловіків;  на 100 жінок у віці від 18 років та старших — 81,6 чоловіків також старших 18 років.
Середній дохід на одне домашнє господарство  становив 45 985 доларів США (медіана — 40 861), а середній дохід на одну сім'ю — 55 385 доларів (медіана — 51 579). За межею бідності перебувало 21,6 % осіб, у тому числі 38,8 % дітей у віці до 18 років та 14,0 % осіб у віці 65 років та старших.
Цивільне працевлаштоване населення становило 1258 осіб. Основні галузі зайнятості: освіта, охорона здоров'я та соціальна допомога — 27,5 %, виробництво — 19,1 %, сільське господарство, лісництво, риболовля — 12,4 %, мистецтво, розваги та відпочинок — 11,7 %.